# Edgar Wasser
Edgar Wasser (Künstlername, seit 2019 auch ETKA VASSA; seit 2022 auch @K H2O; * 22. September 1990 in Chicago, Illinois) ist ein deutscher Rapper aus München.

## Leben
Edgar Wasser wurde in Chicago geboren und zog im Alter von drei Jahren mit seinen Eltern nach München. Er machte sein Abitur an einer Waldorfschule. Seit 2007 tritt er als Rapper öffentlich in Erscheinung. Er veröffentlichte eine Reihe von kostenlosen Extended Plays und Mixtapes auf seiner eigenen Seite im Internet. Über seine Musik kam er mit Künstlern wie Main Concept, Creme Fresh und Blumentopf in Kontakt. Letztere buchten ihn 2012 als Support für ihre Tour. Edgar Wasser veröffentlichte seine Musik weiterhin gratis und arbeitete unter anderem mit Cap Kendricks zusammen. Mit diesem sowie LUX, Phil Harmony, Paul und DJ Mic-E formierte er 2013 die Band Dopeboyz.
Nach dem dritten Teil seiner The Edgar Wasser Freetrack Collection veröffentlichte er 2013 das Kollabo-Album Nocebo zusammen mit Fatoni. 2013 trat er außerdem auf dem Splash-Festival auf. Am 14. November 2014 erschien die Tourette-Syndrom EP, entgegen dem Namen und der Listung bei Amazon keine EP, sondern das kommerzielle Debütalbum von Edgar Wasser. Es erschien unter dem Label Regenbogenpinguin im Vertrieb von Soulfood und erreichte Platz 45 der deutschen Alben-Charts. Im Mai 2021 erschien Delirium, sein zweites Kollaboalbum mit Fatoni. Die Platte stieg auf Platz 4 der Deutschen Albumcharts ein und erreichte Platz 1 der Hip Hop Charts.

## Musikstil
Edgar Wasser bedient sich sowohl musikalischer Elemente des Old School Hip Hops sowie auch der neuen Welle deutschsprachiger Rapmusik. Entgegen vielen seiner Kollegen legt er wenig Wert auf Image und Street-Credibility. Über sein Privatleben gibt er nur sehr wenig preis. Seine Texte orientieren sich eher am Conscious Rap und zeichnen sich vor allem durch seine eigene Art des Humors aus, der Elemente des Zynismus, Sarkasmus und der Ironie enthält. Die Texte enthalten viele Anspielungen auf die Hip-Hop-Kultur und die musikalische Szene, vom deutschsprachigen Studentenrap bis hin zum Gangsta-Rap.

## Diskografie

### Soloalben
- 2012: _EP
- 2014: Tourette-Syndrom EP (Regenbogenpinguin/Soulfood)
- 2022: wtf irl

### Kompilationen
- 2011: The Edgar Wasser Freetrack Collection (Free Download)
- 2012: The Edgar Wasser Freetrack Collection Vol. 2 (Free Download)
- 2013: The Edgar Wasser Freetrack Collection Vol. 3 (Free Download)
- 2015: The Edgar Wasser Freetrack Collection Vol. 4 (Free Download)

### EPs
- 2010: ThisFolderMayContainTheMeaningOfLife (Free Download)
- 2010: Stockholm-Syndrom EP (Free Download)
- 2011: Leuchtbuchstaben & Geisterschlösser (Free Download)
- 2012: Edgar Wasser _EP (Eigenveröffentlichung)
- 2019: ETKA VASSA (Eigenveröffentlichung, beinhaltet die Freetracks aus 2019)
- 2023: Der Ruf der Leere
- 2024: Urlaub :)

### Kollaboalben
- 2010: Es rappelt in der Kiste (Eigenveröffentlichung, mit Miami Weisz)
- 2012: Wir korrigieren vier Tonnen Stahl mit einer Hand (Eigenveröffentlichung, zusammen mit Cap Kendricks)
- 2012: Nocebo (Vinyldigital.de, zusammen mit Fatoni)
- 2021: Delirium (Krasser Stoff, zusammen mit Fatoni)
- 2025: BAWRS (Warner Music Central Europe, zusammen mit Fatoni und Juse Ju)

### Freetracks
- 2011: Vdszbz (mit Gossenboss mit Zett)
- 2011: Detektiv Edgar
- 2012: Ein Lied fürs Mile of Style (mit Emkay, Weekend und Dobbo, Disstrack gegen Juliensblog)
- 2012: Youtube-Exclusive
- 2012: Promo oder Prostitution (MeinRap.de Exclusive)
- 2013: Dein Shirt ist nicht kugelsicher! (Disstrack gegen Money Boy)
- 2013: Du widerst mich an (Disstrack gegen Money Boy)
- 2013: Geldjunge (Disstrack gegen Money Boy)
- 2013: JUICE Exclusive (Juice-CD Vol. 116, Heft 151)
- 2014: Tony (Soundcloud Exclusive)
- 2014: Lost HDF
- 2014: Die Cypher (mit Johnny Rakete, LUX, Fatoni und Marz)
- 2014: 14.11.14

### Tracks
- 2015: Fake It Till You Make It (Soundcloud)
- 2019: Legacy
- 2019: The Ketchup Song
- 2019: Boarding Time
- 2019: Marijuana
- 2019: Mittelpunkt
- 2019: Roboterherz
- 2019: Florian
- 2020: Hypochonder
- 2020: Wacht auf!!!!!!!!
- 2021: Frschgmpft
- 2022: WTF
- 2022: Tanz, tanz
- 2022: Woke
- 2022: Hotline
- 2022: Kaliumcyanid
- 2022: Es ist Sommer
- 2022: Polygamie
- 2022: Jesus war geil
- 2023: Dirty Talk
- 2023: Das erste Lied
- 2023: 10.10.23
- 2023: Stockholm-Syndrom
- 2023: 21.11.23 (Stockholm-Syndrom 2)
- 2023: Alle Jahre wieder

### Feature-Tracks
- 2011: Fatoni: Jeder 10. Deutsche (Album: Solange früher alles besser war)
- 2012: LUX: Krass! (Album: Momentaufnahme)
- 2013: Weekend: Z.B. (Album: Am Wochenende Rapper)
- 2013: E-Rich: Luzifer (Album: Mehr6)
- 2013: Provo: Pretty Girlz (Album: Monaco Moll)
- 2013: Johnny Rakete & Meister Lampe: Ladidadi (Album: Broke aber dope)
- 2013: Emkay: Keller (EP: Achja?)
- 2014: Fatoni: Moin Freunde Skit und An der Uhr (Album: Die Zeit heilt alle Hypes)
- 2014: Juse Ju: Übertreib nicht deine Rolle (Album: Übertreib nicht deine Rolle)
- 2014: Slowy & 12Vince: Cypheroper (Album: Ultima Radio)
- 2014: Maeckes: Olympia Puke (Album: Zwei)
- 2015: Mine: Aliens (Album: Live in Berlin)
- 2015: Morlockk Dilemma: Betaversion (Album: Juice-CD Vol. 130, Heft 169)
- 2015: LUX & DJ Explizit: Alles leuchtet (Album: Lukas EP)
- 2015: Weekend: 20 Uhr 15 (Album: Für immer Wochenende)
- 2015: Weekend: 28,29 (Album: Musik für die die nicht so gerne denken)
- 2017: Mine: Supermänsch (Album: Unter meinem Bett 3)
- 2017: Fatoni: Anders (Album: Im Modus)
- 2017: Fatoni: Echt (Album: Im Modus)
- 2017: Fatoni: DA.YO.NE (Album: Im Modus)
- 2017: Weekend: Kinder machen (Album: Keiner ist gestorben)
- 2018: Juse Ju: 7Eleven (Album: Shibuya Crossing)
- 2018: Lux: Dis is was ich mach (Album: Ikigai)
- 2019: Fatoni: Nocebogang (Bonustrack zum Album: Andorra)
- 2020: Fatoni, Juse Ju: Inside Job
- 2020: Fatoni: Realität